# ألفينور فاخيتوفا
ألفينور فاخيتوفا (بالروسية: Альфинур Зариповна Вахитова؛ 20 نوفمبر 1931 - 20 مايو 2021) شاعرة وكاتبة سوفيتية وروسية. أصبحت عاملة مكرّمة للثقافة في جمهورية الباشكير الاشتراكية السوفياتية المتمتعة بالحكم الذاتي في عام 1986.
توفيت فاخيتوفا في أوفا في 20 مايو 2021، عن عمر يناهز 89 عامًا.